# هامرينغ داي غن
الأمير العظيم هامرينغ (함릉대군 | 咸陵大君) , هو الابن السادس ليغجو ملك جوسون . اسمه عند الولادة يي غوتاي (이고태 | 李古泰) .
في 3 ديسمبر 1872 أعطي لقب بعد الوفاة (تشوجون) بأمر من الملك غوجونغ (في السنة التاسعة من حكم الملك) , وهو الأمير العظيم .

## حياته
تاريخ ولادته غير معروف . والدته هي الملكة جونغسغ من عشيرة يونغهنغ تشوي (정숙왕후 영흥최씨 | 貞淑王后 永興崔氏) . له سبعة إخوة , وأخت واحدة . تاريخ وفاته غير معروف . قبره في مدينة هامهنغ في كوريا الشمالية .

## أسرته

### أقاربه
- الأب : يغجو ملك جوسون .
- الأم : الملكة جونغسغ من عشيرة تشوي (정숙왕후 최씨) .
- الإخوة :
  - الأمير العظيم هامنيونغ , (함녕대군 | 咸寧大君) , يي آن (이안 | 李安) .
  - الأمير العظيم هامتشانغ , (함창대군 | 咸昌大君) , يي جانغ (이장 | 李長) .
  - الأمير العظيم هاموون , (함원대군 | 咸原大君) , يي سونغ (이송 | 李松) .
  - الملك العظيم دوجو , (도조대왕 | 度祖大王) , يي تشن (이춘 | 李椿) .
  - الأمير العظيم هامتشون , (함천대군 | 咸川大君) , يي وون (이원 | 李源) .
  - الأمير العظيم هاميانغ , (함양대군 | 咸陽大君) , يي جون (이전 | 李腆) .
  - الأمير العظيم هامسونغ , (함성대군 | 咸城大君) , يي ينغ-غو (이응거 | 李應巨) .
- الأخوات :
  - الأميرة آني , (안의공주 | 安懿公主) .

### سلالة
- سامبونغ (삼봉 | 三奉) (ولد في 1704 ومات في "غير معروف").
- غوبن (귀빈 | 貴彬) (ولد في 1681 ومات في 1729).
- الأمير جونغسونغ شل (종성군) | (실 | 實).
- سنغباغ (승박 | 承朴) (ولد في 1614 ومات في 1657).
- ينجوا (윤좌 | 允佐) (ولد في 1714 ومات في 1799).
- إنهنغ (인흥 | 仁興) (ولد في 1692 ومات في 1777).
- سونغروغ (성록 | 成祿) (ولد في 1729ومات في [[1805).
- جونغس (정수 | 廷秀) (ولد في 1668 ومات في "غير معروف").
- جونغدال (종달 | 宗達) (ولد في 1662 ومات في "غير معروف").
- تشانغس (창수 | 昌壽) (ولد في 1808 ومات في "غير معروف").
- بوميونغ (보명 | 明) (ولد في 1834 ومات في "غير معروف").
- جونغك (종욱 | 宗旭) (ولد في 1799 ومات في "غير معروف").